# Alliance, Alberta
Alliance är en ort i Kanada.   Den ligger i provinsen Alberta, i den centrala delen av landet, 2 700 km väster om huvudstaden Ottawa. Alliance ligger 713 meter över havet och antalet invånare är 174.
Terrängen runt Alliance är platt. Trakten runt Alliance är nära nog obefolkad, med mindre än två invånare per kvadratkilometer.. Alliance är det största samhället i trakten.
Trakten runt Alliance består till största delen av jordbruksmark.